# 软流圈

地球结构，软流圈在岩石圈下层

软流圈（Asthenosphere）是地球地幔的一部分弱塑性变形区域，位于岩石圈的下面、中间圈的上面，其软流圈下界在地表以下80-200km深处。
岩石圈与软流圈的边界，定义在1300°C等温线。此线以上的岩石圈为刚性变形，此线以下的软流圈为黏滞变形。软流圈的下界没有一个确定定义，通常采用温度或者流变学的变形率。在某些地方（如大洋板块深俯冲）软流圈下界可深达700km。
地震波在软流圈的波速下降10%左右，形成一个低速区。这可能是由于软流圈存在部分熔融。大洋地壳下的岩石圈-软流圈边界比较浅（平均在60km深处），地震波在此會突然下降5-10%。在中洋脊，岩石圈-软流圈边界在大洋地壳下几千米处。
1914年-1915年，巴雷尔·约瑟夫发表8篇关于地壳均衡的系列研究文章，从力学角度（剛性和流变性）提出了岩石圈与软流圈的分野并给其命名。该词来源于希腊语单词asthenēs(weak)与单词sphere的组合；推测为塑性状态的超铁镁物质；软流圈以上的地幔顶部为坚硬的岩石，与地壳的岩石合称为岩石圈；因为板块构造论的地幔对流体的运动就是在软流圈中进行，岩石圈板块在软流圈之上受到对流体的驱动而飘移，故称软流圈。软流圈实现了地殼均衡。
虽然早在1926年，就有推测软流圈的存在，但软流圈的证实始于1960年5月22日智利地震。